# Phrynion
Phrynion war ein wohlhabender Bürger Athens im 4. Jahrhundert v. Chr. Einzelne Episoden aus seinem Leben sind durch eine wohl zwischen 343 und 340 v. Chr. gehaltene Gerichtsrede überliefert.
Der Redner und Politiker Apollodoros schilderte Phrynion in seiner Rede so:
Phrynion war ein Mann, „der einen schwelgerischen und verschwenderischen Lebenswandel führte, wie sich die Ältesten unter euch wohl noch erinnern müssen.“
Offenbar waren die Eskapaden Phrynios zu seiner Zeit Stadtgespräch in Athen oder zumindest im Bewusstsein der Bürger. Heute ist dank der Rede gegen Neaira des Apollodoros noch eine seiner Affären überliefert, die mit eben jener Neaira zu tun hatte. Neaira war in jungen Jahren Hetäre im vornehmen Bordell der Nikarete in Korinth. Einer ihrer Kunden war Phrynion. 374 v. Chr. bekam sie die Gelegenheit, sich frei zu kaufen. Da sie jedoch das Geld zum Freikauf aufbringen musste, wandte sie sich an mehrere frühere Kunden, die sie um finanzielle Hilfe bat. Phrynion brachte nicht nur den Großteil des Betrages von 2000 Drachmen auf, sondern holte Neaira auch persönlich von Korinth nach Athen.
In Athen lebten beide einige Zeit zusammen. Anders als zur damaligen Zeit üblich, nahm Phrynion Neaira zu verschiedenen Festen mit. Dort führten sich beide – sicher auf Wunsch Phrynions – mehrfach sehr unziemlich auf. Angeblich sollen beide vor Publikum sogar Geschlechtsverkehr gehabt haben. Ob diese Praktiken mit ausschlaggebend waren – denn selbst als versklavte Hetäre wäre es unüblich gewesen, Geschlechtsverkehr in der Öffentlichkeit zu haben –, ist unklar, doch irgendwann zwischen den Sommern 373 und 372 v. Chr. verließ Neaira Phrynion. Offenbar behandelte er Neaira insgesamt schlecht. Sie rächte sich auf ihre Weise und nahm neben ihren eigenen Dingen noch einige Stücke aus dem Besitz Phrynions mit in ihre neue Heimat Megara.
371 v. Chr. traf Neaira in Megara auf den Politiker und Redner Stephanos, der aus Athen stammte. Mit ihm kehrte sie, weil ihre Situation in Megara nicht sehr befriedigend war, nach Athen zurück. Offenbar glaubte sie, an der Seite Stephanos’ sicher vor Phrynion zu sein. Doch schon nach kurzer Zeit kam dieser mit mehreren Helfern ins Haus des Stephanos und nahm Neaira als sein Eigentum mit sich. Eine solche Handlungsweise bedeutete, dass er Rechte geltend machen wollte, die ein Herr seiner Sklavin gegenüber hatte. Doch ist es mehr als fragwürdig, dass Neaira in einem solchen Falle zurück nach Athen gegangen wäre. Warum Phrynion dies tat, ist unklar. Möglich ist, dass er glaubte, Neaira wirklich als Sklavin zugesprochen zu bekommen. Ein anderes Motiv wäre auch einfache Rachsucht oder der Wunsch, sein für die Freilassung Neairas bezahltes Geld wiederzubekommen. Stephanos brachte daraufhin eine Klage gegen Phrynion ein, und dieser wiederum antwortete mit einer Gegenklage. Somit musste der Status Neairas vor Gericht geklärt werden.
Zunächst konnte sie zu Stephanos zurückkehren, der mit zwei Freunden für sie bürgte; zu einer Verhandlung kam es jedoch nie. Beide Seiten einigten sich darauf, private Schlichter (diaitetai) zu konsultieren. Sie wählten jeder je einen Schlichter aus sowie einen dritten, der beiden genehm war. Ebenso vereinbarten sie, sich dem Schiedsspruch zu unterwerfen und keine weiteren rechtlichen Schritte zu unternehmen.
Das Ergebnis war, wie oft in solchen Schlichtungsverfahren, ein Kompromiss, mit dem sowohl Phrynion als auch Stephanos leben konnten. Neaira hatte ohnehin von vornherein keine Wahl. Es wurde festgestellt, dass sie keine Sklavin, sondern eine Freigelassene sei. Sie musste jedoch außer Kleidung, Schmuck und ihren selbst gekauften Sklavinnen alles zurückgeben, was sie aus dem Haushalt Phrynions mitgenommen hatte. Außerdem sollte sie beiden Männern zu gleichen Teilen zur sexuellen Verfügung stehen. Für ihren Lebensunterhalt musste jeweils der Mann aufkommen, bei dem sie gerade lebte. Wie lange diese Übereinkunft eingehalten wurde, ist unklar, weil Phrynion von da an nie wieder in den Quellen genannt wird.